# Arnim Graesel
Arnim Graesel, född 1849, död 1917, var en tysk biblioteksman.
Graesel var bibliotekarie vid universitetsbiblioteket i Halle 1878-1891, i Berlin 1891-1899, och i Göttingen 1899-1908. 1908-1914 var han 2:e direktor vid universitetsbiblioteket i Göttingen. Graesel har bland annat författat handböckerna Grundzüge der Bibliothekslehre (1890) och Führer für Bibliotheksbenutzer (1905).